# Lobivia kieslingii
Lobivia kieslingii là một loài thực vật có hoa trong họ Cactaceae. Loài này được (Rausch) Rausch mô tả khoa học đầu tiên năm 1985.